# Коннелли, Дженнифер
Дже́ннифер Линн Ко́ннелли (англ. Jennifer Lynn Connelly; род. 12 декабря 1970, Кейро, Нью-Йорк, США) — американская актриса. В кино снимается с детства, но известности добилась с выходом фильмов «Тёмный город» (1998), «Реквием по мечте» (2000), «Игры разума» (2001), за последний из которых она получила награды «Оскар», BAFTA и «Золотой глобус» в категории «Лучшая актриса второго плана», а также номинацию на премию Американской Гильдии киноактёров в категории «Лучшая актриса». Она также известна своими ролями в картинах под названиями «Халк» (2003), «Дом из песка и тумана» (2003), «Кровавый алмаз» (2006), «Как малые дети» (2006), «День, когда Земля остановилась» (2008), «Обещать — не значит жениться» (2009) и «Топ Ган: Мэверик» (2022).
С 2005 года актриса является послом в области прав человека в организации Amnesty International. На протяжении всей карьеры включалась различными журналами, в том числе People, Time, Vanity Fair и Esquire, в число самых красивых женщин планеты.

## Ранние годы и образование
Дженнифер Коннелли родилась 12 декабря 1970 года в городке Кейро, расположенном в горах Катскилл (штат Нью-Йорк). Её отец Джерард Коннелли был портным и католиком с ирландско-норвежскими корнями, а мать Эйлин происходила из семьи российско-польских евреев. Коннелли выросла в нью-йоркском районе Бруклин-Хайтс, чуть южнее Ист-Ривер, и училась в школе Святой Анны. Вместе с семьёй провела несколько лет в Вудстоке, где её мать держала собственный антикварный магазин, и в Беллпорте, на Лонг-Айлэнде. Её отец работал на нью-йоркской швейной фабрике, специализировавшейся на производстве детской одежды. Один из его приятелей, занимавшийся рекламой, предложил Коннелли пойти на просмотр в модельное агентство. В возрасте 10 лет она начала сниматься в рекламе для газет и журналов, потом переключилась на телерекламу.
Свою первую роль в кино Коннелли сыграла в фильме Серджо Леоне «Однажды в Америке» (1984). Через год она снялась у итальянского режиссёра Дарио Ардженто в фильме «Феномен».
После окончания школы она поступила в Йельский университет, где два года изучала английский язык и драматическое искусство, позже она перевелась в Стэнфордский университет, чтобы играть в классическом театре и учиться импровизации. Обучение в Стэнфорде Коннелли не завершила.

## Карьера
Коннелли стала знаменитой после выхода семейного фильма «Лабиринт» в 1986 году, где сыграла девочку-подростка Сару, которая отправилась на поиски своего маленького брата в страну гоблинов, которой правил король Джарет, сыгранный Дэвидом Боуи. Картина не имела успеха в прокате, однако впоследствии стала очень популярной. После этого Коннелли снялась в нескольких неудачных проектах. Фильм с её участием «Балет» (1988) не нашёл дистрибьютора в США, а комедии «Некоторые девчонки» (1988), «Как сделать карьеру» (1991), триллер Денниса Хоппера «Игра с огнём» (1990) и высокобюджетный проект компании The Walt Disney Company «Ракетчик» провалились в прокате. Это привело к тому, что Дженнифер Коннелли решила сделать небольшой перерыв в своей карьере. В 1992 она снялась вместе с Джейсоном Пристли в клипе Роя Орбисона I Drove All Night. В середине 1990-х годов Коннелли решила доказать, что может играть более взрослые роли. Одной из первых таких работ стала роль лесбиянки в драме Джона Синглтона «Высшее образование» (1995). На следующий год она снялась в независимой картине «Роковая яхта», а в следующем году сыграла второплановую роль сексуально раскованной женщины в мелодраме «Выдуманная жизнь Эбботов», где снялась вместе с Лив Тайлер и Хоакином Фениксом. В 1998 году вышел научно-фантастический триллер с её участием «Тёмный город». В 2000 году Коннелли снялась в сериале «Улица» канала FOX, однако успеха это шоу не получило.

### Прорыв

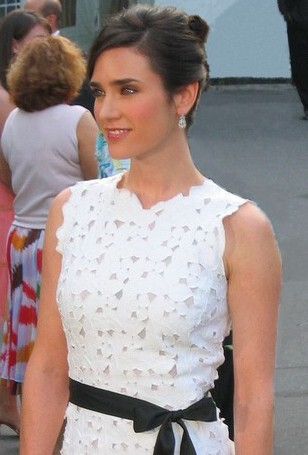
Дженнифер Коннелли в 2005 году

Прорывом для актрисы послужил фильм Даррена Аронофски «Реквием по мечте» (2000), в котором она сыграла роль подруги главного героя (Джаред Лето). Картина рассказывала о четырёх людях с различной наркотической зависимостью. Критики положительно отозвались как о фильме, так и о работе Коннелли.
Ещё большую популярность Коннелли принесла биографическая драма Рона Ховарда «Игры разума» (2001). За роль Алисии Нэш, многострадальной жены Нобелевского лауреата, математика Джона Нэша она получила премии «Оскар», BAFTA и «Золотой глобус» за «Лучшую женскую роль второго плана».
В 2003 году Коннелли исполнила главные роли в фильмах «Халк» и «Дом из песка и тумана». В «Халке» она сыграла Бетти Росс, возлюбленную главного героя Брюса Бэннера. Коннелли сказала, что интерес к этой роли у неё вызвали философские точки зрения, затронутые режиссёром Энгом Ли в фильме. «Халк» имел большой успех в прокате, собрав более двухсот миллионов долларов в США. В «Доме из песка и тумана» актриса сыграла Кэти Николо, молодую женщину, которая становится бездомной вследствие бюрократической ошибки и борется за свой дом с трагическим результатом.

### Дальнейшие работы
После двухлетнего перерыва Коннелли снялась в фильме ужасов «Тёмная вода», который являлся ремейком одноимённого японского фильма. В этой картине она исполнила роль Далии — женщины с трудным детством, которая после развода переезжает со своей дочерью в новый дом, где с ними начинают происходить таинственные события.
В 2006 году Коннелли появилась в двух фильмах, каждый из которых был номинирован в нескольких категориях на премию «Оскар». Дженнифер сыграла роль второго плана в экранизации романа Тома Перротта «Как малые дети», в которой главную роль сыграла Кейт Уинслет. Персонаж Коннелли, Кэти Адамс, являлась одной из ключевых фигур романа, однако режиссёр Тодд Филд дал её героине мало экранного времени, уделив больше внимания взаимоотношениям героев Уинслет и Патрика Уилсона. В триллере «Кровавый алмаз» Коннелли сыграла вместе с Леонардо Ди Каприо.

Следующей работой Коннелли стала роль Грейс, женщины, которая потеряла своего сына в драме «Запретная дорога», которая вышла ограниченным прокатом осенью 2007 года. Здесь она сыграла вместе с Хоакином Фениксом, Марком Руффало и Мирой Сорвино. По словам Коннелли, эта роль была самой трудной за всю её карьеру.

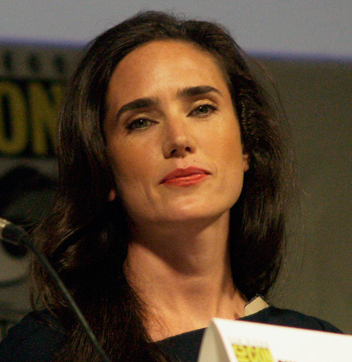
Дженнифер Коннелли на San Diego Comic-Con International в 2012 году

В 2008 году Коннелли появилась в ремейке научно-фантастического триллера «День, когда Земля остановилась», сыграв в нём роль астробиолога Хелен Бенсон. Коннелли является поклонницей оригинального фильма, в котором её героиня была секретаршей. Ещё одно отличие новой версии заключается в том, что в ремейке основной упор сделан на романтических взаимоотношениях Хелен Бенсон с пришельцем Клаату (Киану Ривз) и её непростых отношениях с пасынком (Джейден Смит).
В 2009 она сыграла в романтической комедии «Обещать — не значит жениться», поставленной по книге, авторами которой являлись сценаристы «Секса в большом городе». Помимо Коннелли в этом фильме снялись Дженнифер Энистон, Дрю Бэрримор, Скарлетт Йоханссон, Бен Аффлек и Брэдли Купер. Следующей работой стала небольшая роль в семейном фэнтези «Чернильное сердце».
Осенью 2009 года в прокат вышел мультфильм «Девять», в котором Коннелли озвучила героиню по имени «Седьмая». Последним фильмом с её участием, вышедшем в 2009 году, стала биографическая драма «Происхождение», в котором она сыграла Эмму Дарвин, жену знаменитого учёного Чарльза Дарвина, которого сыграл её муж Пол Беттани. Фильм рассказывал о жизни Дарвина во время написания своего главного научного труда, «О происхождении видов», а также о его взаимоотношениях с религиозной женой, противницей его теорий.
В 2010 году на Кинофестивале в Торонто прошла премьера фильма Дастина Лэнс Блэка «Что случилось с Вирджинией», в котором Коннелли сыграла Вирджинию — психически неуравновешенную мать 16-летнего юноши, который начинает встречаться с дочерью местного шерифа, который в свою очередь является любовником Вирджинии на протяжении двадцати лет. В издании Cinema Blend отмечалось, что роль Вирджинии — лучшая в карьере актрисы на протяжении последних лет.
В 2011 году в прокат вышла комедия Рона Ховарда «Дилемма», где Коннелли сыграла вместе с Винсом Воном и Вайноной Райдер. Фильм получил в основном отрицательные отклики. В журнале Austin Chronicle положительно отозвались о работе Коннелли и Винса Вона, в то время, как в Variety отметили, что её игра довольно слабая. 24 января того же года, на кинофестивале Сандэнс состоялась премьера комедийного триллера «Бульвар спасения», в котором Коннелли сыграла Гвен, жену Карла Вандермеера — персонажа Грега Киннира. По сценарию, супруги Вандермеер являются членами Церкви Третьего Тысячелетия, возглавляемой пастором Дэном (Пирс Броснан).
Следующим проектом Коннелли стал семейный драматический фильм «Застрял в любви», в котором она снялась вместе с Грегом Киннером. Актриса сыграла бывшую жену персонажа Киннера, которой он одержим. Премьера состоялась на кинофестивале в Торонто 9 сентября 2012 года. В августе 2013 года было объявлено, что Коннелли сыграет главную женскую роль в фильме «Убежище», режиссёрском дебюте своего мужа Пола Беттани. Коннелли сыграла роль в фильме 2014 года «Любовь сквозь время», снятом Акивой Голдсманом по роману «Зимняя сказка» Марка Хелприна 1983 года, вместе с Колином Фарреллом, Уильямом Хёртом и Расселом Кроу, а также снялась в англоязычном режиссерском дебюте Клаудии Льосы «В воздухе».
Снова работая в сотрудничестве с коллегой по фильму «Игры разума» Расселом Кроу, она сыграла Нааме в библейском эпическом фильме Даррена Аронофски «Ной» 2014 года. Фильм стартовал с положительными отзывами. Газета The Washington Post назвала игру Коннелли и Кроу «впечатляюще приземлённой и мощной»; газета The Denver Post сочла, что Коннелли изобразила эту роль с «тонким интеллектом». Variety сочли ее появление «солидным, но недостаточно использованным», а The Detroit News заявили, что Коннелли «слишком мало что нужно сделать, но когда она отпускает, она играет мощно». Сайт IndieWire написали, что Коннелли исполнила роль «твердой рукой», в то время как газета St. Paul Pioneer Press определила ее интерпретацию как «убедительную».
В 2020 году Конелли начала сниматься в постапокалиптическом сериале-триллере «Сквозь снег».
Коннелли сыграла Пенелопу Пенни Бенджамин (Пенни) в продолжении фильма «Лучший стрелок» под названием «Топ Ган: Мэверик», вышедшем в 2022 году после серии задержек из-за пандемии COVID-19.

## Личная жизнь
Несмотря на успешную карьеру в кино, Дженнифер Коннелли говорит, что предпочитает проводить больше времени со своей семьёй. Её первый сын Кай родился в 1997 году. Его отцом стал фотограф Дэвид Даган. Во время первой беременности Коннелли перестала быть веганом. На съёмках фильма «Игры разума» познакомилась с будущим мужем, актёром Полом Беттани. В августе 2003 года у них родился сын Стеллан Беттани, названный в честь шведского актёра Стеллана Скарсгарда. Крёстным отцом ребёнка стал актёр Чарли Кондоу. 31 мая 2011 года Дженнифер Коннели родила дочь Агнес Ларк.
Коннели принимает активное участие в благотворительности. 14 ноября 2005 она стала послом Amnesty International. Она снялась в рекламе на тему важности для человека чистой воды, после чего многими людьми были сделаны пожертвования на постройку буровых в Африке, Азии и Центральной Америке. 2 мая 2009 года Коннели приняла участие в ежегодном благотворительном фестивале 5K Revlon Run/Walk for Women вместе с Джессикой Альбой и Джессикой Бил.
Коннелли свободно владеет французским и итальянским языками.

## Образование
| Хронология                          | Хронология              | Хронология         | Хронология | Хронология |
| Учреждение                          | Город                   | Отделение          | Год        |            |
| ----------------------------------- | ----------------------- | ------------------ | ---------- | ---------- |
| Сент-Энн школа, среднее образование | Нью-Йорк                |                    |            |            |
| Сент-Энн школа, высшее образование  | Нью-Йорк                |                    |            |            |
| Йельский университет                | Нью-Хейвен, Коннектикут | английский и драма | 1988       |            |
| Йельский университет                | Нью-Хейвен, Коннектикут | театр              | 1988       |            |
| Стэнфордский университет            | Пало-Альто, Калифорния  |                    |            |            |
| Стэнфордский университет            | Пало-Альто, Калифорния  |                    |            |            |
| Йельский университет                | Нью-Хейвен, Коннектикут | литература         | 1988       |            |

## Фильмография
| Год       |    | Русское название                | Оригинальное название         | Роль                           |
| --------- | -- | ------------------------------- | ----------------------------- | ------------------------------ |
| 1982      | с  | Непридуманные истории           | Tales of the Unexpected       | девочка                        |
| 1984      | ф  | Однажды в Америке               | Once Upon a Time in America   | юная Дебора                    |
| 1985      | ф  | Феномен                         | Phenomena                     | Дженнифер Корвино              |
| 1985      | ф  | Семь минут на небесах           | Seven Minutes in Heaven       | Натали Беккер                  |
| 1986      | ф  | Лабиринт                        | Labyrinth                     | Сара                           |
| 1988      | ф  | Некоторые девчонки              | Some Girls                    | Габриэлла                      |
| 1989      | ф  | Звезда                          | Étoile                        | Клэр Хамильтон / Натали Хорват |
| 1990      | ф  | Игра с огнём                    | The Hot Spot                  | Глория Харпер                  |
| 1991      | ф  | Возможности карьеры             | Career Opportunities          | Джози Макклеллан               |
| 1991      | ф  | Ракетчик                        | The Rocketeer                 | Дженни                         |
| 1992      | тф | Сердце справедливости           | The Heart of Justice          | Эмма Баргесс                   |
| 1994      | ф  | Любовь и мрак                   | Of Love and Shadows           | Ирен                           |
| 1995      | ф  | Высшее образование              | Higher Learning               | Тарин                          |
| 1995      | тф | Там                             | Out There                     | женщина в отделе бакалеи       |
| 1996      | ф  | Скала Малхолланд                | Mulholland Falls              | Эллисон Понд                   |
| 1996      | ф  | Роковая яхта                    | Far Harbor                    | Элли                           |
| 1997      | ф  | Выдуманная жизнь Эбботов        | Inventing the Abbotts         | Элеанор Эбботт                 |
| 1998      | ф  | Тёмный город                    | Dark City                     | Эмма Мёрдок                    |
| 2000      | ф  | Пробуждая мертвецов             | Waking the Dead               | Сара Уильямс                   |
| 2000      | ф  | Реквием по мечте                | Requiem for a Dream           | Мэрион Силвер                  |
| 2000      | ф  | Поллок                          | Pollock                       | Рут Клигман                    |
| 2000—2001 | с  | Улица                           | The $treet                    | Кэтрин Миллер                  |
| 2001      | ф  | Игры разума                     | A Beautiful Mind              | Алисия Нэш                     |
| 2003      | ф  | Халк                            | Hulk                          | Бетти Росс                     |
| 2003      | ф  | Дом из песка и тумана           | House of Sand and Fog         | Кэти                           |
| 2005      | ф  | Тёмная вода                     | Dark Water                    | Далия Уильямс                  |
| 2006      | ф  | Как малые дети                  | Little Children               | Кэти Адамсон                   |
| 2006      | ф  | Кровавый алмаз                  | Blood Diamond                 | Мэдди Боуэн                    |
| 2007      | ф  | Запретная дорога                | Reservation Road              | Грейс Лернер                   |
| 2008      | ф  | День, когда Земля остановилась  | The Day the Earth Stood Still | Хелен Бенсон                   |
| 2008      | ф  | Чернильное сердце               | Inkheart                      | Роксанна                       |
| 2009      | ф  | Обещать — не значит жениться    | He's Just Not That Into You   | Жанин                          |
| 2009      | мф | 9                               | 9                             | 7                              |
| 2009      | ф  | Происхождение                   | Creation                      | Эмма Дарвин                    |
| 2010      | ф  | Что случилось с Вирджинией?     | Virginia                      | Вирджиния                      |
| 2011      | ф  | Дилемма                         | The Dilemma                   | Бет                            |
| 2011      | ф  | Бульвар спасения                | Salvation Boulevard           | Гвен Вандермеер                |
| 2012      | ф  | Застрял в любви                 | Stuck in Love                 | Эрика                          |
| 2014      | ф  | Любовь сквозь время             | Winter's Tale                 | Вирджиния Гамели               |
| 2014      | ф  | В воздухе                       | Aloft                         | Нана Каннинг                   |
| 2014      | ф  | Ной                             | Noah                          | Ноема                          |
| 2014      | ф  | Убежище                         | Shelter                       | Ханна                          |
| 2016      | ф  | Американская пастораль          | American Pastoral             | Доун Левов                     |
| 2017      | ф  | Человек-паук: Возвращение домой | Spider-Man: Homecoming        | Карен                          |
| 2017      | ф  | Дело храбрых                    | Only the Brave                | Аманда Марш                    |
| 2019      | ф  | Алита: Боевой ангел             | Alita: Battle Angel           | Кирен                          |
| 2020      | с  | Сквозь снег                     | Snowpiercer                   | Мелани Кэвилл                  |
| 2022      | ф  | Топ Ган: Мэверик                | Top Gun: Maverick             | Пенни Бенджамин                |
| 2024      | с  | Тёмная материя                  | Dark Matter                   | Даниэла Дессен                 |

## Награды и номинации
Полный список наград и номинаций на сайте IMDb.
| Награда                                    | Год  | Категория                                     | Работа                | Результат |
| ------------------------------------------ | ---- | --------------------------------------------- | --------------------- | --------- |
| Сатурн                                     | 1991 | Лучшая киноактриса второго плана              | Ракетчик              | Номинация |
| Online Film & Television Association       | 1998 | Лучшая актриса                                | Тёмный город          | Номинация |
| Awards Circuit Community Awards            | 2000 | Лучшая актриса второго плана                  | Реквием по мечте      | Номинация |
| Chlotrudis                                 | 2000 | Лучшая актриса второго плана                  | Реквием по мечте      | Номинация |
| Film Independent Spirit Awards             | 2000 | Лучшая актриса второго плана                  | Реквием по мечте      | Номинация |
| Спутник                                    | 2001 | Лучшая актриса второго плана                  | Реквием по мечте      | Победа    |
| Las Vegas Film Critics Society             | 2000 | Лучшая актриса второго плана                  | Реквием по мечте      | Номинация |
| Online Film Critics Society                | 2000 | Лучшая актриса в сборе                        | Реквием по мечте      | Номинация |
| Online Film Critics Society                | 2000 | Лучшая актриса второго плана                  | Реквием по мечте      | Номинация |
| Phoenix Film Critics Society               | 2000 | Лучшая актриса второго плана                  | Реквием по мечте      | Номинация |
| Оскар                                      | 2002 | Лучшая женская роль второго плана             | Игры разума           | Победа    |
| Золотой глобус                             | 2002 | Лучшая женская роль второго плана — Кинофильм | Игры разума           | Победа    |
| BAFTA                                      | 2002 | Лучшая женская роль второго плана             | Игры разума           | Победа    |
| American Film Institute                    | 2002 | Лучшая актриса                                | Игры разума           | Победа    |
| Awards Circuit Community Awards            | 2002 | Лучшая актриса в сборе                        | Игры разума           | Номинация |
| Awards Circuit Community Awards            | 2002 | Лучшая актриса второго плана                  | Игры разума           | Победа    |
| Critics’ Choice                            | 2002 | Лучшая актриса второго плана                  | Игры разума           | Победа    |
| Chicago Film Critics Association           | 2002 | Лучшая актриса второго плана                  | Игры разума           | Номинация |
| Dallas-Fort Worth Film Critics Association | 2002 | Лучшая актриса второго плана                  | Игры разума           | Номинация |
| Empire                                     | 2002 | Лучшая актриса                                | Игры разума           | Номинация |
| Kansas City Film Critics Circle            | 2002 | Лучшая актриса второго плана                  | Игры разума           | Победа    |
| Las Vegas Film Critics Society             | 2002 | Лучшая актриса второго плана                  | Игры разума           | Номинация |
| Online Film & Television Association       | 2002 | Лучшая актриса второго плана                  | Игры разума           | Победа    |
| Online Film Critics Society                | 2002 | Лучшая актриса второго плана                  | Игры разума           | Победа    |
| Phoenix Film Critics Society               | 2002 | Лучшая актриса второго плана                  | Игры разума           | Победа    |
| Sateline                                   | 2002 | Лучшая киноактриса второго плана              | Игры разума           | Победа    |
| SAG-palkinto                               | 2002 | Лучшая актриса                                | Игры разума           | Номинация |
| SAG-palkinto                               | 2002 | Лучшая актриса                                | Игры разума           | Номинация |
| Southeastern Film Critics Association      | 2002 | Лучшая актриса второго плана                  | Игры разума           | Победа    |
| Critics’ Choice                            | 2003 | Лучшая актриса                                | Дом из песка и тумана | Номинация |
| Central Ohio Film Critics Association      | 2003 | Лучшая актриса                                | Дом из песка и тумана | Номинация |
| Kansas City Film Critics Circle            | 2003 | Лучшая актриса                                | Дом из песка и тумана | Победа    |
| Las Vegas Film Critics Society             | 2003 | Лучшая актриса                                | Дом из песка и тумана | Номинация |
| Online Film & Television Association       | 2003 | Лучшая актриса                                | Дом из песка и тумана | Номинация |
| Satellite                                  | 2003 | Лучшая актриса второго плана                  | Дом из песка и тумана | Номинация |
| Vancouver Film Critics Circle              | 2003 | Лучшая актриса                                | Дом из песка и тумана | Номинация |
| Сатурн                                     | 2003 | Лучшая киноактриса                            | Халк                  | Номинация |
| Fangoria Chainsaw Awards                   | 2005 | Лучшая актриса                                | Тёмная вода           | Номинация |
| Awards Circuit Community Awards            | 2006 | Лучшая актриса в сборе                        | Как малые дети        | Номинация |
| Hollywood                                  | 2007 | Лучшая актриса                                | Запретная дорога      | Победа    |